# Gizałki (plaats)
Gizałki is een dorp in het Poolse woiwodschap Groot-Polen, in het district Pleszewski. De plaats maakt deel uit van de gemeente Gizałki en telt 583 inwoners.